# John Colquhoun
John Colquhoun, né le 14 juillet 1963 à Stirling (Écosse) est un footballeur écossais, qui évoluait au poste d'attaquant, principalement à Heart of Midlothian et en équipe d'Écosse. 
Colquhoun reçoit deux sélections avec l'équipe d'Écosse lors de l'année 1988.

## Biographie
John Colquhoun joue principalement en faveur des clubs écossais de Stirling Albion et d'Heart of Midlothian.
Avec le Stirling Albion, il brille en troisième division écossaise, inscrivant 13 buts lors de la saison 1981-1982, puis 21 buts en 1982-1983, et 11 buts en 1983-1984. Avec Heart of Midlothian, il s'illustre en première division, marquant 13 buts lors de la saison 1986-1987, puis 15 buts en 1987-1988.
Il dispute un total de 534 matchs dans les championnats britanniques, inscrivant 117 buts. Au sein des compétitions continentales européennes, il dispute 16 matchs en Coupe de l'UEFA (deux buts), et quatre en Coupe des coupes. Il atteint les quarts de finale de la Coupe de l'UEFA en 1989 avec le club d'Heart of Midlothian, en étant battu par le Bayern Munich.
John Colquhoun reçoit deux sélections en équipe d'Écosse. Il joue son premier match en équipe nationale le 17 février 1988, en amical contre l'Arabie saoudite (score : 2-2). Il joue son second match le 22 mars 1988, en amical contre Malte (score : 1-1 à Attard).

## Palmarès

### Avec le Celtic de Glasgow
- Vice-champion d'Écosse en 1984 et 1985
- Vainqueur de la Coupe d'Écosse en 1985

### Avec Heart of Midlothian
- Vice-champion d'Écosse en 1986 et 1988
- Finaliste de la Coupe d'Écosse en 1986 et 1996

### Avec Saint Johnstone
- Champion d'Écosse de D2 en 1997